# Affry
La casata degli Affry è stata un'antica famiglia friburghese, la cui linea maschile si estinse nel 1869. 

## Storia
Attestati come cavalieri (milites) a partire dal dodicesimo secolo, compaiono inizialmente con il nome d'Avril, Avrie, divenuto Affry alla fine del quindicesimo secolo sotto l'influenza della pronuncia tedesca; i villaggi di Avry-devant-Pont o Avry-sur-Matran potrebbero essere all'origine del nome. Primo esponente noto, Guilelmus miles de Aprilis è citato come testimone in un atto di donazione all'abbazia di Hauterive (1173). Vengono menzionati a più riprese quali benefattori dell'abbazia; nel quattordicesimo secolo molti di loro si fecero monaci e nel 1404 Pierre d'Affry venne nominato abate. Il sepolcro della famiglia si trova a Hauterive, nella cappella di San Nicola.
Nel 1293 Guillaume entrò a far parte della cittadinanza di Friburgo. Dal quindicesimo al diciannovesimo secolo gli Affry fecero parte del governo e dell'amministrazione della città, ricoprendo a più riprese cariche civili e militari. Nel 1476 Guillaume d'Affry comandò il distaccamento friburghese nella battaglia di Morat. Hélène (morta nel 1548) fu badessa del convento di La Maigrauge. Prima del 1707 François d'Affry, François-Pierre d'Affry e Joseph-Nicolas d'Affry furono in carica quali governatori del principato di Neuchâtel. Tra il 1536 e il 1818 gli Affry servirono quasi senza interruzione nell'esercito francese: tra di essi vanno ricordati François d'Affry, Louis-Auguste-Augustin d'Affry e Louis-Auguste-Philippe d'Affry, che fu anche il primo Landamano della Svizzera. Charles d'Affry, suo figlio, fu l'ultimo Affry nel servizio mercenario (con suo figlio Jules, morto molto giovane). Le carriere in Francia degli Affry contribuirono a creare un divario sociale e culturale tra i membri della famiglia e il patriziato cittadino friburghese; ciononostante gli Affry continuarono a legarsi in matrimonio con esponenti di questa élite, in particolare con i von Diesbach. Ancora numerosa agli inizi dell'Ottocento, la famiglia si estinse con le figlie di Louis d'Affry (morto nel 1841), acquerellista e disegnatore di talento: Adèle d'Affry, scultrice nota con lo pseudonimo di Marcello, e Cécile, baronessa di Ottenfels (morta nel 1911).
Il ricordo della famiglia è perpetuato dai suoi discendenti a Givisiez, dove gli Affry avevano possedimenti già alla fine del quindicesimo secolo e dove rimangono due dimore ancestrali: il cosiddetto "Le Manoir", del sedicesimo secolo, oggi di proprietà del comune, e un edificio del diciottesimo-diciannovesimo secolo, dal 1961 sede della Fondazione d'Affry.